# To Venus and Back
To Venus and Back è il quinto album in studio della cantautrice statunitense Tori Amos, pubblicato il 21 settembre 1999 dalla Atlantic Records. L'album è composto da due dischi, l'album in studio (Venus: Orbiting) e un album live (Venus Live: Still Orbiting), il primo pubblicato dall'artista, contenente le esibizioni del Plugged '98 Tour.
Dall'album sono stati tratti quattro singoli: Bliss, Glory of the 80s, 1000 Oceans e Concertina.

## Descrizione
Nell'album è presente un nuovo sound trip hop e il contenuto di canzoni come "Dātura", che usa i rituali sciamanici come metafora per sesso e divinità, lo rendono un album molto originale.
Ma anche in quest'album ci sono molte caratteristiche tipiche degli album della Amos: armonie complesse, testi criptici, le immagini religiose e mitologiche, le canzoni intense e crudi come "Juarez", ispirata dai massacri, stupri e rapimenti delle donne sul confine tra USA e Messico.

## Tracce
Disco 1 - Venus: Orbiting
Testi e musiche di Tori Amos.
1. Bliss – 3:42
2. Juárez – 3:48
3. Concertina – 3:56
4. Glory of the 80s – 4:03
5. Lust – 3:54
6. Suede – 4:58
7. Josephine – 2:30
8. Riot Poof – 3:28
9. Dātura – 8:25
10. Spring Haze – 4:44
11. 1000 Oceans – 4:19

Disco 2 - Venus Live: Still Orbiting
1. Precious Things – 7:37
2. Cruel – 6:47
3. Cornflake Girl – 6:31
4. Bells for Her – 5:42
5. Girl – 4:15
6. Cooling – 5:09
7. Mr. Zebra – 1:17
8. Cloud on My Tongue – 4:58
9. Sugar – 4:10
10. Little Earthquakes – 7:47
11. Space Dog – 5:46
12. Waitress – 10:24
13. Purple People – 4:11

## Classifiche
| Classifica (1999) | Posizione massima |
| ----------------- | ----------------- |
| Australia         | 6                 |
| Austria           | 17                |
| Belgio (Fiandre)  | 13                |
| Canada            | 18                |
| Finlandia         | 30                |
| Francia           | 31                |
| Germania          | 11                |
| Norvegia          | 10                |
| Paesi Bassi       | 24                |
| Regno Unito       | 22                |
| Stati Uniti       | 12                |
| Svezia            | 49                |
| Svizzera          | 27                |